# Hôpital Santa Maria Nuova
L'hôpital Santa Maria Nuova  est le plus ancien hôpital encore actif à Florence. Situé dans le centre historique,  son entrée principale donne sur la Piazza di Santa Maria Nuova, qui s'insère dans la via Bufalini et la via Sant'Egidio.

## Histoire
L'hôpital a été fondé en 1288 par Folco Portinari, le père de Béatrice bien-aimée de Dante qui a persuadé « Monna Tessa », la matriarche de la famille, de le construire. Sa dépouille est enfouie sous la pierre tombale, toujours visible dans le « cloître des ossements » de l'hôpital.
Cette institution, qui est une des plus anciennes et importantes du bien-être florentin, est devenue au fil des siècles très riche et puissante, grâce aux nombreux dons et legs. L'hôpital a aussi un riche héritage artistique en raison de la profusion de décorations réalisées au cours des siècles par certains des meilleurs artistes florentins. 
Les besoins de l'hôpital n'ont pas permis la conservation in situ des œuvres artistiques et de nombreux chefs-d'œuvre ont été transférés dans des musées situés à proximité : Spedale degli Innocenti et Musée national San Marco. 

L'hôpital, qui a été divisé en deux zones, « secteur femmes » et « secteur hommes », peut accueillir environ deux cents patients.

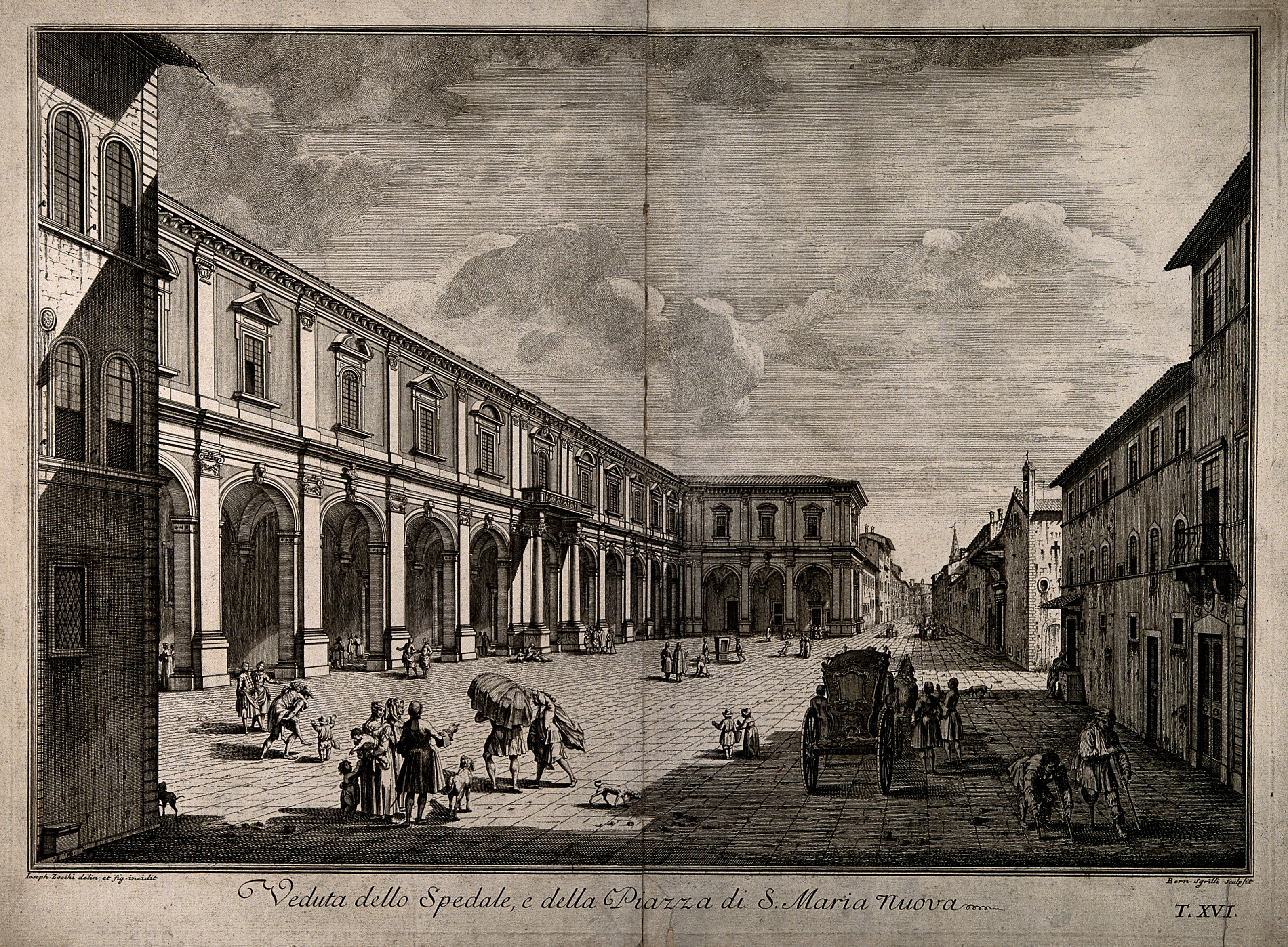
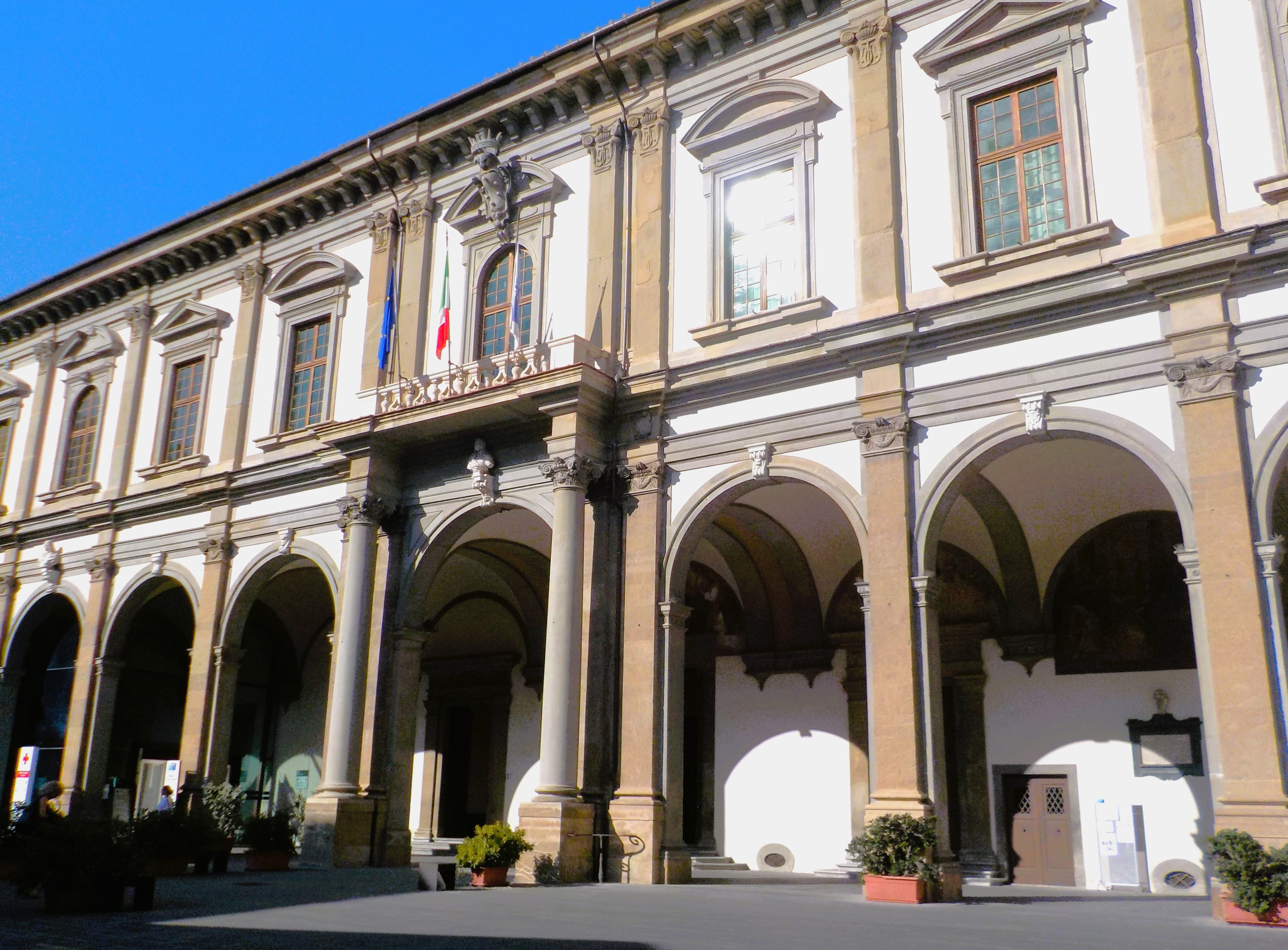
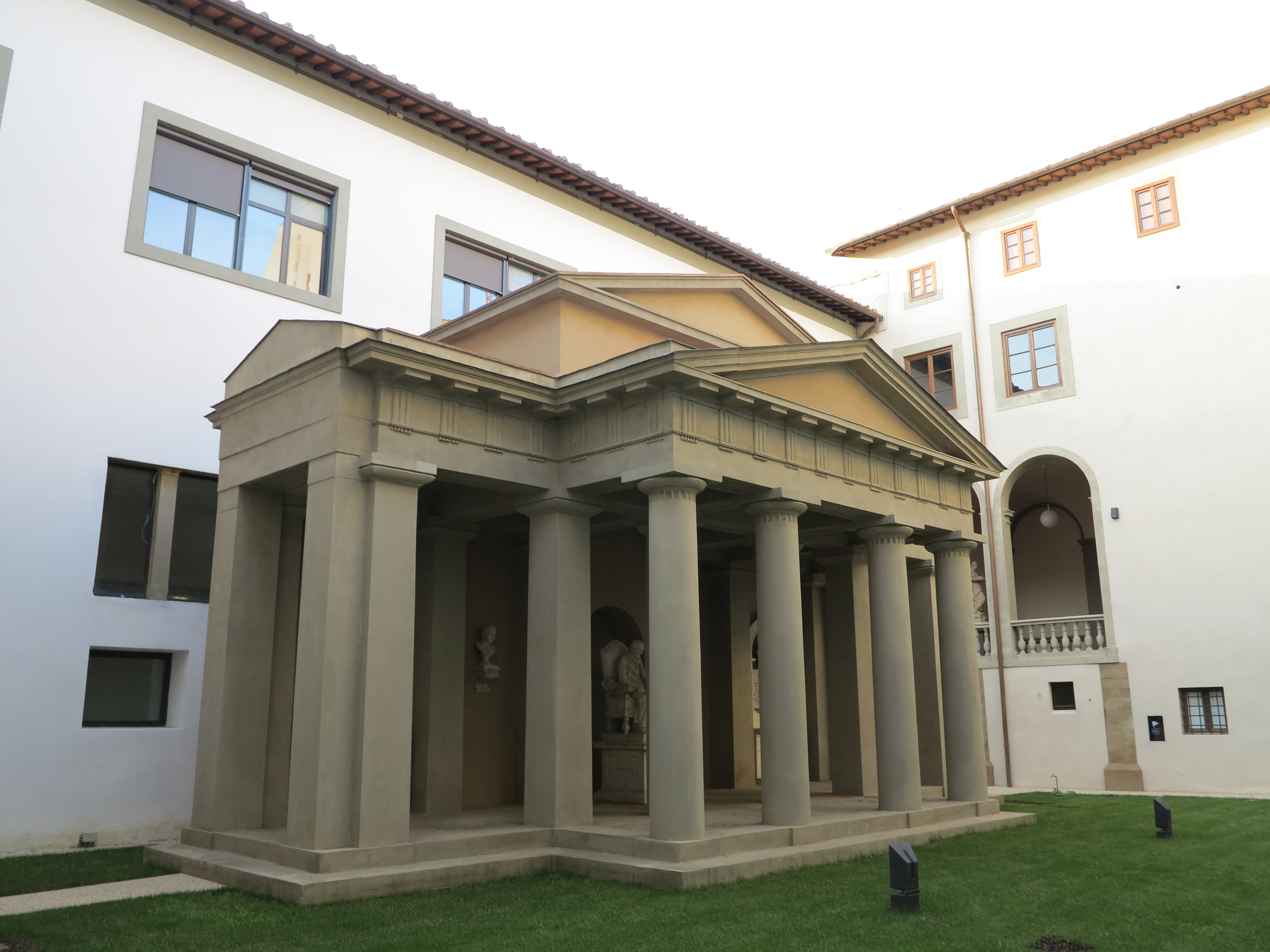
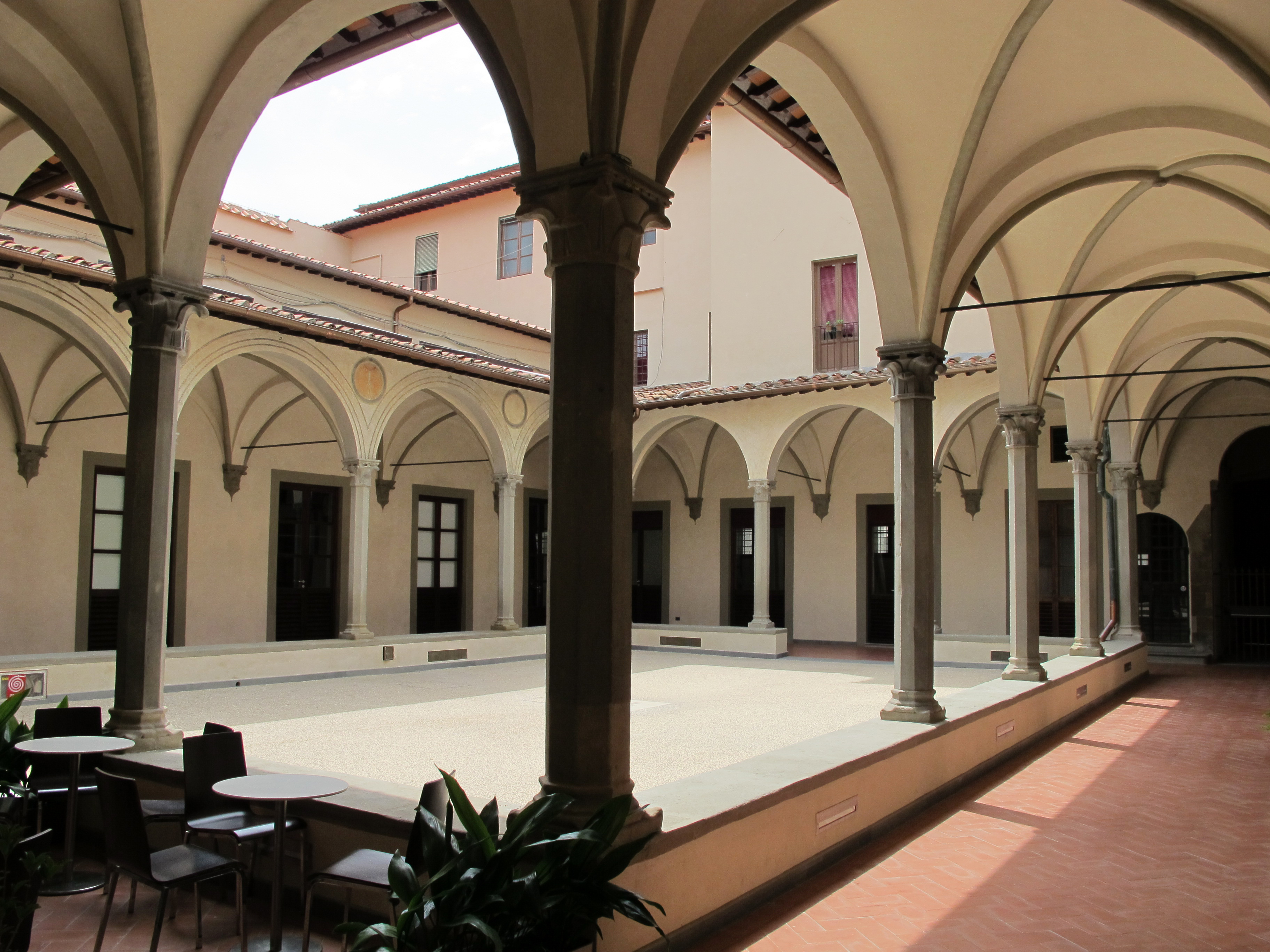
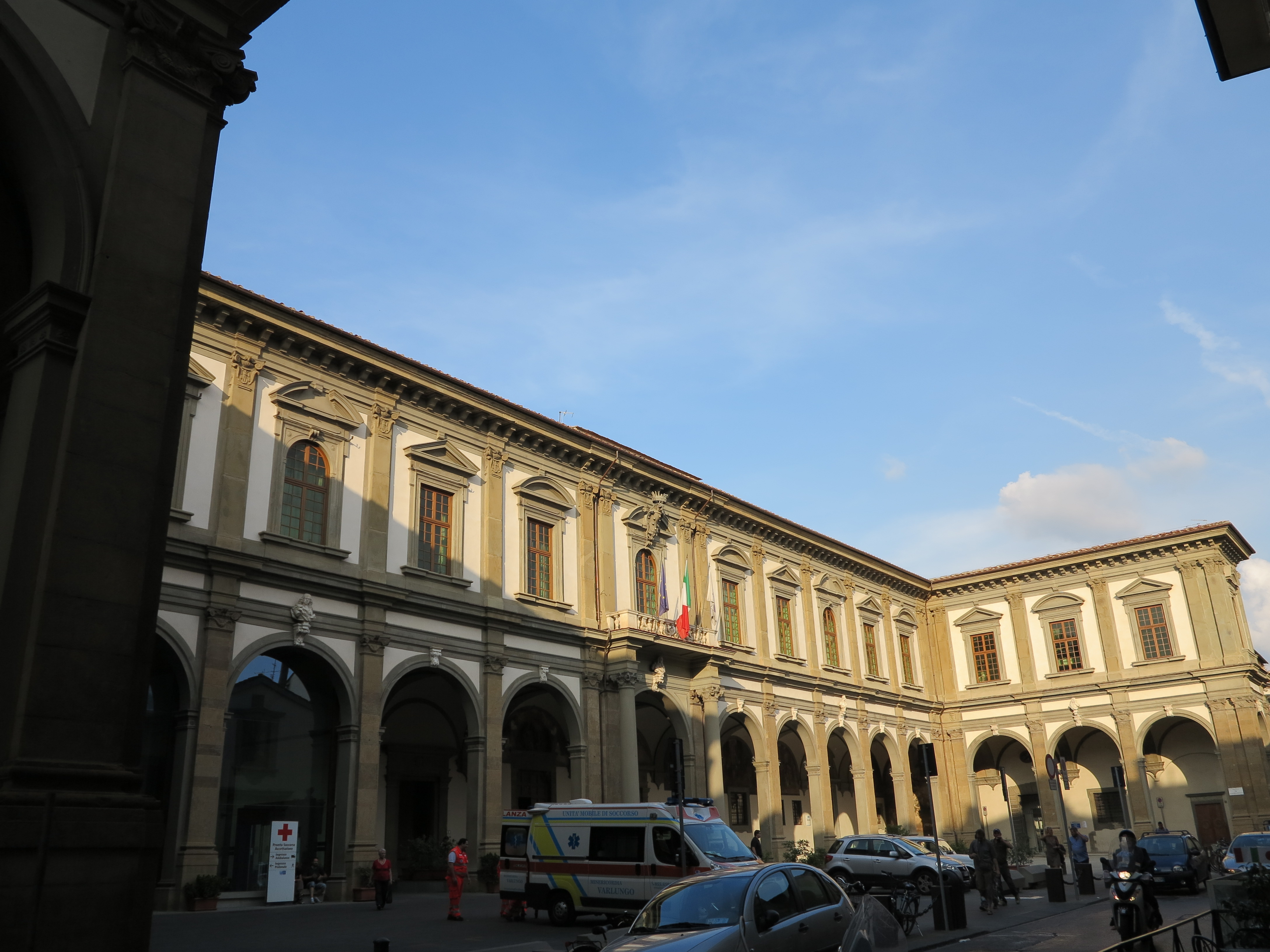

## Œuvres
Dans les salles de l'administration (salle de la Présidence et salon de Martin V), dont l'accès se fait par le grand escalier de l'ancien cloître des os, sont conservées des fresques détachées et autres œuvres provenant de la façade de l'église Sant'Egidio, de l'hôpital et autres couvents :
- Crucifixion et saints, Andrea del Castagno (1440-1444), provenant du petit cloître du couvent Sainte-Marie-des-Anges, Florence.
- Le Couronnement de la Vierge, groupe de terracotta attribué à Dello di Niccolò Delli (Quattrocento), provenant du tympan du portail de l'église Sant'Egidio.
- Consécration de la nouvelle église Sant'Egidio par le pape Martino V, fresque avec synopia de Bicci di Lorenzo, détachée de la façade de Sant'Egidio.
- Martin V confirme les privilèges de l'hôpital, fresque détachée, réalisée vers 1473 par Gherardo di Giovanni dit « del Fora », repeinte en 1560 par Francesco Brina, provenant de la façade de Sant'Egidio.
- Lorenzo Ghiberti, Père éternel bénissant (1450).

## Quelques-unes des œuvres transférées
- Scènes de la Vie de la Vierge, Niccolò di Buonaccorso, musées divers.
- La Vierge à l'Enfant, le Jeune Saint Jean-Baptiste et Deux anges, Sandro Botticelli, Galleria dell'Accademia, Florence.
- Diptyque de Tommaso Portinari et de sa femme, Hans Memling, Metropolitan Museum of Art, New York
- Portrait de Pierantonio Baroncelli et de son épouse Maria Bonciani, Maître des Portraits Baroncelli, Galerie des Offices, Florence

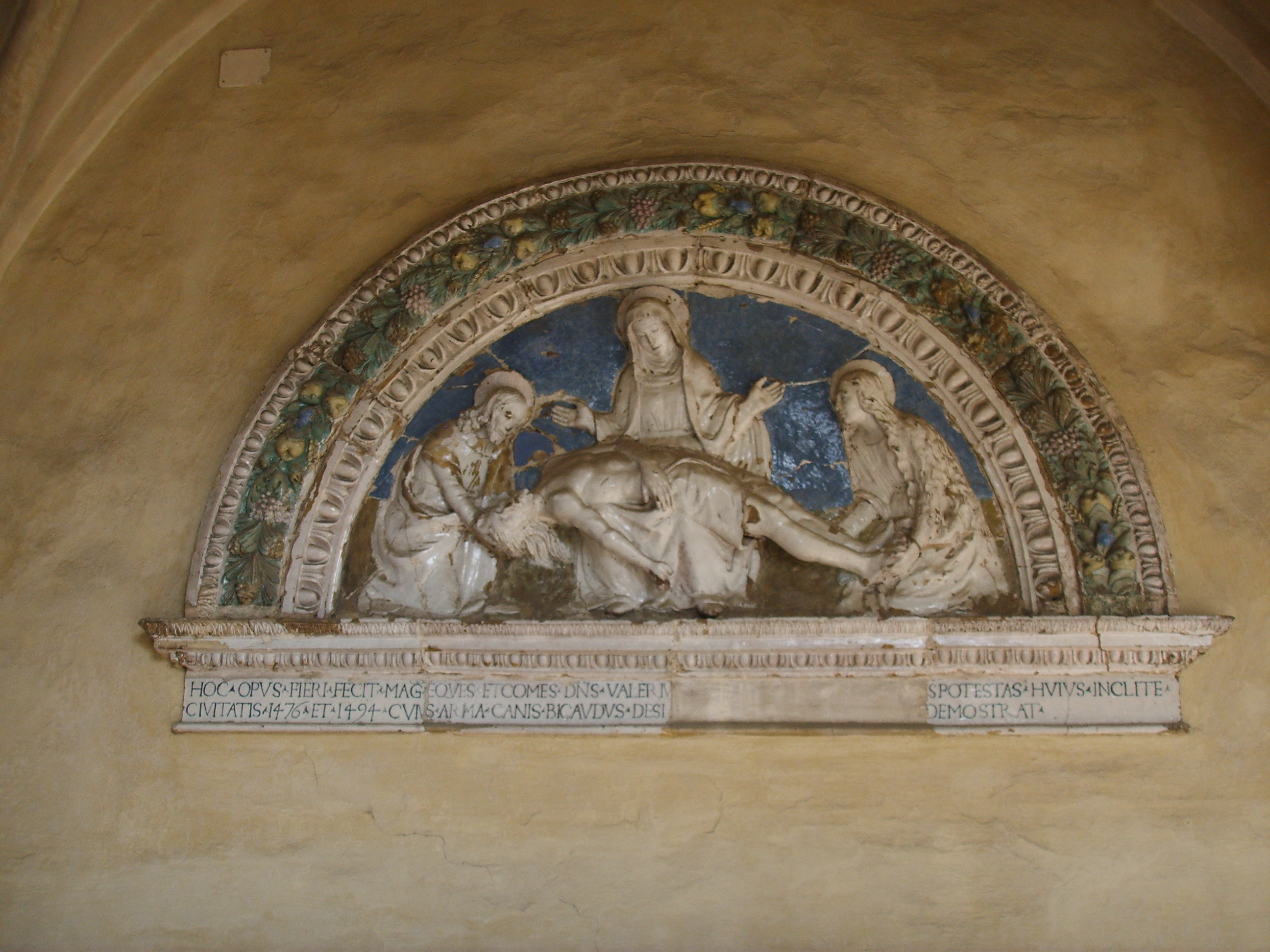
Médaillon en terracotta invetriata dans le cloître, Giovanni della Robbia.
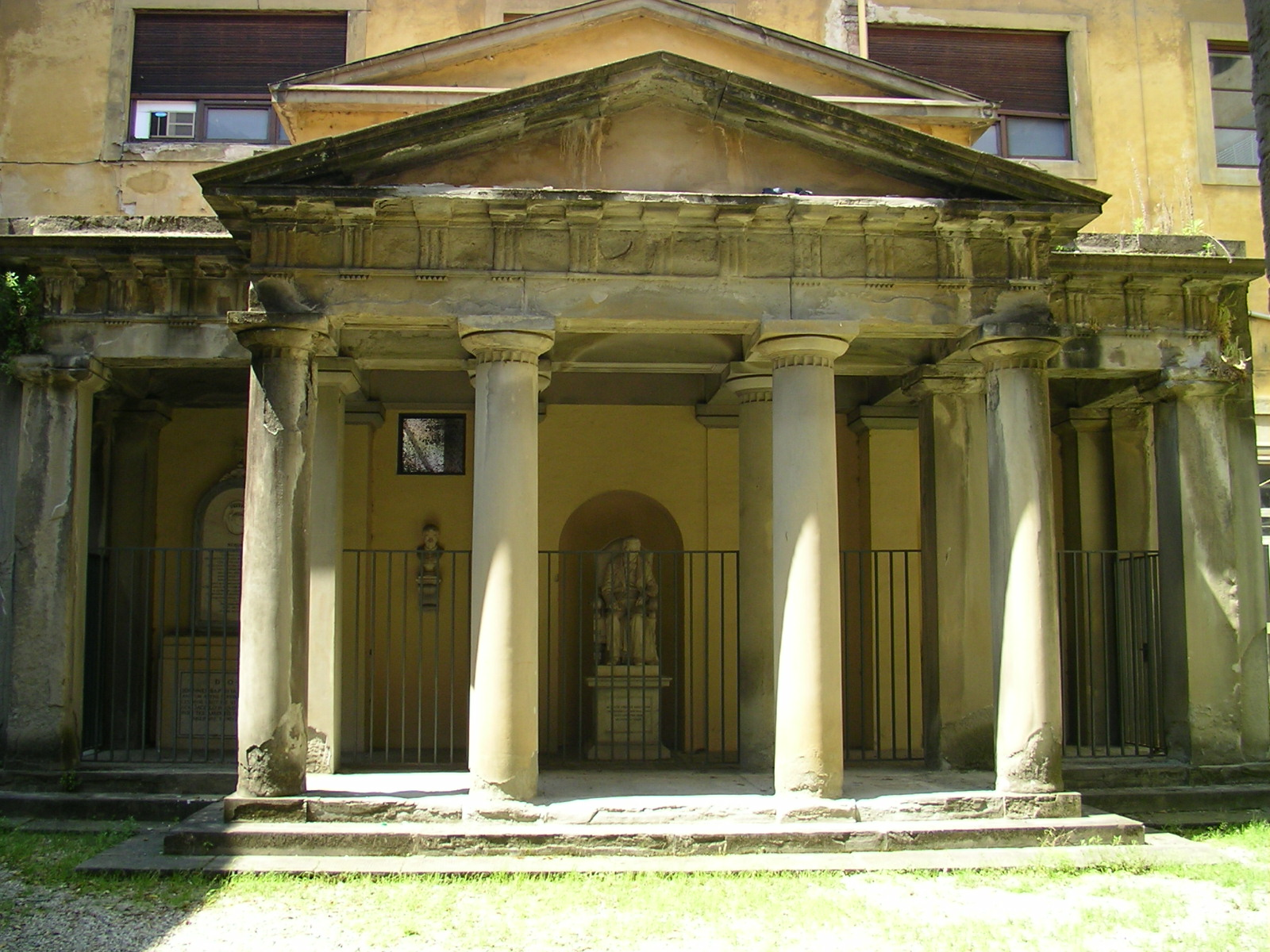
Le Chiostro delle Ossa (« Cloître des Os »).
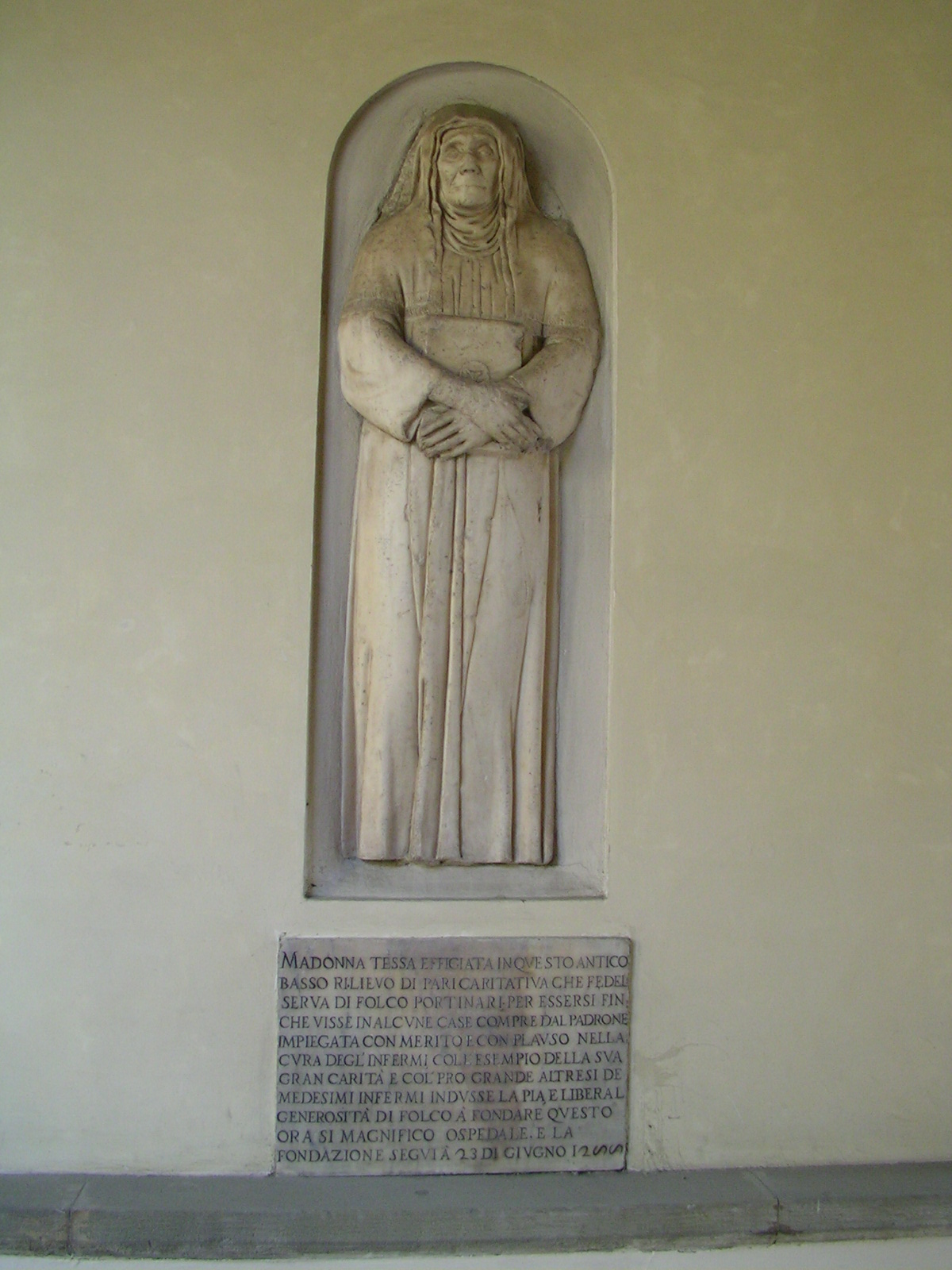
Monument à  la légendaire Monna Tessa.

## Internes de l'hôpital
- Alessandro Bicchierai (1734-1797), médecin du Grand-duc de Toscane Pierre-Léopold, auteur d'un traité sur les propriétés des eaux de Montecatini Terme